# Back Against the Wall
Back Against the Wall je studiové album Billy Sherwooda, vydané v roce 2005. Na albu Sherwood spolupracoval s mnoha hudebníky z mnoha významných progresivně rockových skupin. Na albu jsou skladby z alba The Wall od skupiny Pink Floyd. V roce 2006 vyšlo další album, na kterém jsou skladby z alba The Dark Side of the Moon (také od skupiny Pink Floyd) a jmenuje se Return to the Dark Side of the Moon.

## Seznam skladeb
| Disk 1 | Disk 1                             | Disk 1 |
| Pořadí | Název                              | Délka  |
| ------ | ---------------------------------- | ------ |
| 1.     | In the Flesh?                      | 3:19   |
| 2.     | The Thin Ice                       | 2:29   |
| 3.     | Another Brick in the Wall Part I   | 3:14   |
| 4.     | The Happiest Days of Our Lives     | 1:43   |
| 5.     | Another Brick in the Wall Part II  | 4:02   |
| 6.     | Mother                             | 5:58   |
| 7.     | Goodbye Blue Sky                   | 2:44   |
| 8.     | Empty Spaces                       | 2:08   |
| 9.     | Young Lust                         | 4:18   |
| 10.    | One of My Turns                    | 3:35   |
| 11.    | Don't Leave Me Now                 | 4:08   |
| 12.    | Another Brick in the Wall Part III | 1:39   |
| 13.    | Goodbye Cruel World                | 1:00   |

| Disk 2 | Disk 2                       | Disk 2 |
| Pořadí | Název                        | Délka  |
| ------ | ---------------------------- | ------ |
| 1.     | Hey You                      | 4:43   |
| 2.     | Is There Anybody Out There?  | 2:39   |
| 3.     | Nobody Home                  | 3:11   |
| 4.     | Vera                         | 1:22   |
| 5.     | Bring the Boys Back Home     | 1:04   |
| 6.     | Comfortably Numb             | 6:51   |
| 7.     | The Show Must Go On          | 1:39   |
| 8.     | In the Flesh                 | 4:19   |
| 9.     | Run Like Hell                | 5:09   |
| 10.    | Waiting for the Worms        | 3:59   |
| 11.    | Stop                         | 0:33   |
| 12.    | The Trial                    | 5:19   |
| 13.    | Outside the Wall             | 1:46   |
| 14.    | Isn't This Where We Came In? |        |

## Hudebníci (abecedně)
- Ian Anderson – zpěv, flétna (Jethro Tull)
- Adrian Belew – zpěv, kytara (Frank Zappa, King Crimson, Talking Heads)
- Jordan Berliant – kytara
- Greg Bissonette – bicí (Steve Vai, David Lee Roth, Joe Satriani)
- Vinnie Colaiuta – bicí (Frank Zappa, Sting)
- Geoff Downes – klávesy (Yes, Asia)
- Aynsley Dunbar – bicí (Frank Zappa, Lou Reed, Jefferson Starship, Jeff Beck, David Bowie, Whitesnake, Sammy Hagar, UFO, Journey)
- Elliot Easton – kytara (The Cars)
- Keith Emerson – klávesy (Emerson, Lake & Palmer)
- Larry Fast – klávesy (Peter Gabriel)
- Tony Franklin – baskytara (The Firm, David Gilmour, Kate Bushová, Whitesnake, Blue Murder, Roy Harper)
- John Giblin – baskytara (Peter Gabriel, Simple Minds, David Sylvian, Kate Bushová)
- Gary Green – kytara (Gentle Giant)
- David Glen Eisley – zpěv (Giuffria)
- Steve Howe – kytara (Yes, Asia)
- Glenn Hughes – zpěv (Deep Purple, Trapeze, Hughes/Thrall, Black Sabbath)
- Tony Kaye – klávesy (Yes)
- Bob Kulick – kytara (Kiss, Lou Reed)
- Robby Krieger – kytara (The Doors)
- Jim Ladd – mluvené slovo
- Tony Levin – baskytara (King Crimson, Peter Gabriel, Liquid Tension Experiment)
- Alex Ligertwood – zpěv (Average White Band, Santana)
- Steve Lukather – zpěv, kytara (Toto)
- Malcolm McDowell – zpěv
- Ronnie Montrose – kytara
- Steve Morse – kytara (Deep Purple, Dixie Dregs)
- Del Palmer – baskytara (Kate Bushová)
- Mike Porcaro – baskytara (Toto]
- Steve Porcaro – klávesy (Toto)
- Jason Scheff – zpěv, baskytara (Chicago)
- Jay Schellen – zpěv, bicí (Asia)
- Tommy Shaw – zpěv, kytara (Styx)
- Billy Sherwood – zpěv, kytara, klávesy (Yes)
- Michael Sherwood – zpěv
- Chris Squire – zpěv, baskytara (Yes)
- Rick Wakeman – klávesy (Yes)
- Fee Waybill – zpěv (The Tubes)
- John Wetton – zpěv, baskytara (Family, King Crimson, Roxy Music, Uriah Heep, UK, Wishbone Ash, Asia)
- Alan White – bicí (Yes)
- Dweezil Zappa – kytara (Zappa Plays Zappa)